# Геттнау
Геттнау (нем. Gettnau) — населённый пункт и бывшая коммуна в Швейцарии, в кантоне Люцерн.
Входит в состав избирательного округа Виллизау (до 2012 года входил в состав управленческого округа Виллизау).
До 2020 года имел статус отдельной коммуны. 1 января 2021 года вошёл в состав коммуны Виллизау.
Население составляет 974 человека (на 31 декабря 2006 года). Официальный код — 1130.